# 斯堪的纳维亚
斯堪地那維亞（丹麥語、瑞典語：Skandinavien，挪威語：Skandinavia，薩米語：Skadesi-suolu），又譯斯堪的納維亞，在地理上是指斯堪的納維亞半島，包括挪威和瑞典，文化与政治上則包含丹麦。這些國家互相視對方屬於斯堪的纳维亚，雖然政治上彼此獨立，但共同的稱謂顯示了其文化、語言和歷史有深厚的淵源。
芬蘭、冰島和法羅群島等北歐國家和地区因其與丹麥、挪威和瑞典相近的歷史和文化背景，有時也被視為斯堪的納維亞國家。。

## 地名

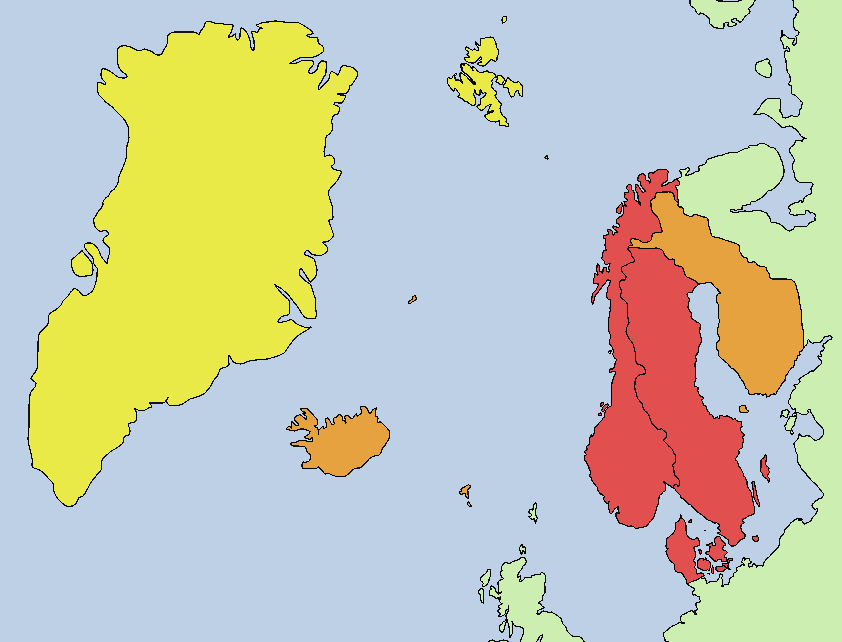
紅色部分：根據最嚴格定義之斯堪的纳维亚國家（三個君主立憲國）；橙色部分：可被視為屬於斯堪的纳维亚的國家；黃色部分：最寬鬆的定義，與紅色和橙色部分統稱北歐國家

斯堪的纳维亚原本是指丹麦的斯科訥地区（今属于瑞典）。「斯堪的纳维亚」和「斯堪的纳维亚人」这两个词的现代用法是于18世纪末期才被早期的泛斯堪的納維亞运动引入的。大部分的斯堪的纳维亚人都是早期居住在斯堪的纳维亚南部的北日耳曼人之后裔，并使用由日耳曼语演变而来的古諾斯語。冰島人和法羅人很大程度上是诺尔斯人的后裔，并经常被视为斯堪的纳维亚人。 芬兰则以芬兰人为主，并有大约5%的芬蘭瑞典族。一小部分的萨米人居住在斯堪的纳维亚的极北部。丹麦语、挪威语和瑞典語形成了方言连续体，且都属于斯堪的纳维亚语支，这三个语言的使用者之间都能相互理解。法罗语和冰岛语有时则被视为海洋斯堪的纳维亚语，并且只能和内陆斯堪的纳维亚语的使用者有限地交流。芬兰语和梅安语非常相似，而这两者与萨米语则有较明显的差异，但这些语言都与斯堪的纳维亚语支完全无关。除此之外，德语、意第緒語和罗姆语也是斯堪的纳维亚地区的少数语言。

## 字源
斯堪的納維亞的字源被認為與瑞典舊省之一斯科訥相同，都源自原始日耳曼語的合成詞「Skaðin-awjō」，但兩詞來源的說法不一。最早出現此名稱，係見於古羅馬作家老普林尼著作《博物誌》。「Skaðan」可解釋為「危險」為「危害」，「awjō」則可釋義為「水上土地」或「島嶼」。另有說法與北歐神話人物絲卡蒂有關。

## 語言
大部分丹麥語、瑞典語和挪威語的方言是大致互通的，斯堪的納維亞人能夠理解彼此的標準語言。芬蘭語和愛沙尼亞語屬芬兰-乌戈尔语系，與斯堪的納維亞的語言（丹麥語、瑞典語和挪威語）不同，比較接近匈牙利語。

## 政治

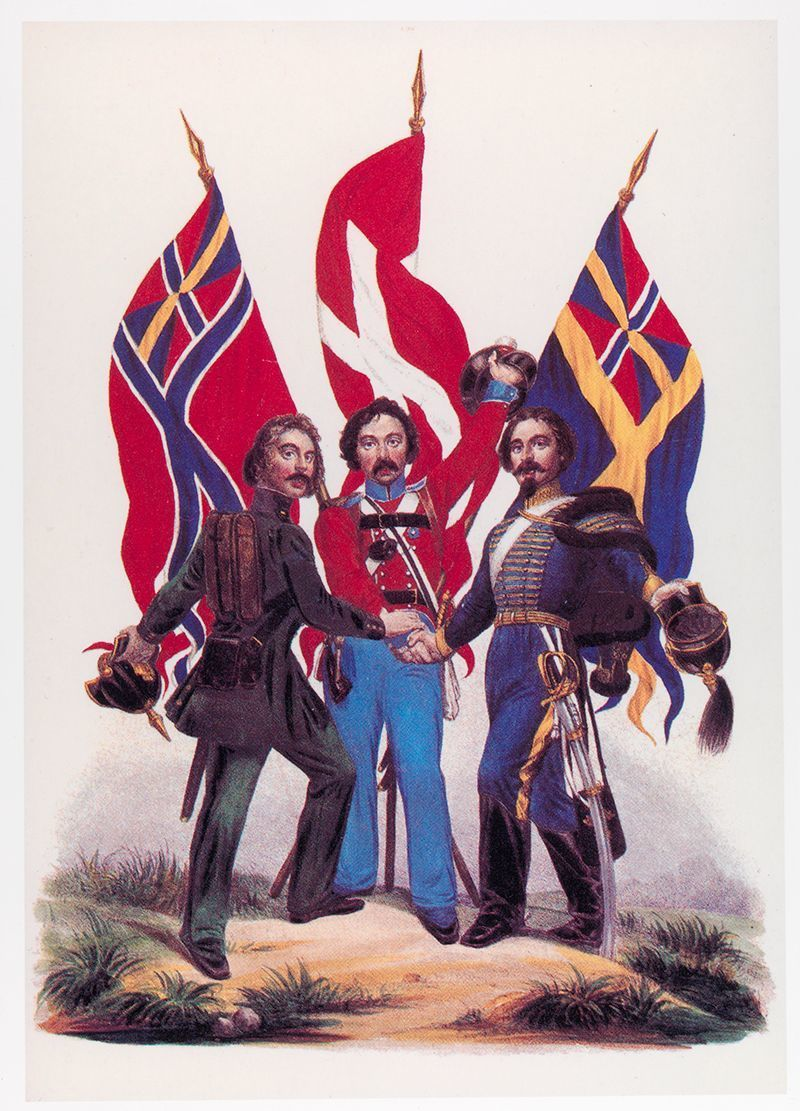
反映憧憬統一斯堪的納維亞的政治漫畫（19世紀）

斯堪的納維亞一詞現代的用法源自19世紀中葉的「斯堪的納維亞政治運動」。該運動於瑞-挪王國和丹麥與普魯士和什勒斯維希-荷爾斯泰因之間爆發的第一次什勒斯維希戰爭（1848年-1850年）與及第二次什勒斯維希戰爭（1864年）期間最為活躍。瑞-挪王國最初投入了相當大的軍力支援丹麥，但瑞典議會其後拒絕向國王提供軍力，斯堪的納維亞政治運動無疾而終。
當時瑞典國王卡爾十四世提倡把丹麥、瑞典和挪威統一成一個王國。這個提議的起因是19世紀初，受到拿破崙戰爭所引發的動盪影響所造成的分裂：瑞典的東部地區在1809年變成俄羅斯芬蘭大公國，而打從1387年與丹麥聯合的挪威則是在1814年獨立，雖然它很快又被迫與瑞典成為君合。
芬蘭成為俄羅斯帝國的一部分意味著它不可能與北歐諸國在政治上結盟。所以「斯堪的納維亞」一詞在地理上包括瑞典、挪威和芬蘭的一部分，但政治上「斯堪的納維亞」還包括丹麥。政治上來說，瑞典與挪威以共主邦聯的形式被同一個王室統治。丹麥的附屬地包括大西洋上的冰島、法羅群島和格陵蘭（雖然歷史上來說，格陵蘭屬於挪威，但是根據基爾條約，它一直由丹麥治理。）
瑞典-挪威王國在第一次戰爭中支援丹麥。不過，當瑞典-挪威王國其後拒絕軍事支援丹麥去併吞丹麥裔的什勒斯維希公國，統一斯堪的納維亞的政治運動便宣告結束。什勒斯維希公國與德裔的荷爾斯泰因公國與丹麥屬於同一個共主邦聯。接著，1864年，丹麥與受到奧地利帝國支持的普魯士帝國之間發生了第二次什勒斯維希戰爭。戰爭期間很短但是損失很大。什勒斯維希-荷爾斯泰因被普魯士征服。當普魯士打贏普法戰爭後，它建立了德意志帝國，改寫了波羅的海的勢力平衡。
雖然斯堪的納維亞的大一統始終不能實現，早於1873年斯堪的納維亞金融聯盟正式成立，克朗成為共同貨幣直至第一次世界大戰。
一戰後，斯堪的納維亞的合作關係包括了獨立的芬蘭，從1944年開始還包括了冰島。1952年北歐理事會成立，斯堪的納維亞一詞的政治含義則被「北歐國家」取代。